# Enemy
「Enemy」（エネミー）は、2007年12月12日にリリースされた、日本のバンド・the brilliant greenの16枚目となるシングル。

## 解説
- 2007年の活動再開後2枚目のシングル。
- 初回限定盤はビデオクリップを収録したDVD付き。

## 収録曲
1. Enemy
  - 作詞：川瀬智子 作曲：奥田俊作
2. angel song -イヴの鐘- ★acoustic version★
  - 作詞：川瀬智子 作曲：奥田俊作
  - シングル「angel song -イヴの鐘-」のアコースティックバージョン。
3. Enemy ★ORIGINAL INSTRUMENTAL★

## 収録アルバム
- complete single collection '97-'08（#1）